# Jessika Carr
Jessika Heiser (Baltimore, Maryland; 25 de junio de 1991) es una ex luchadora profesional y árbitro de lucha libre estadounidense. Está fichada por la WWE en su marca SmackDown como árbitro bajo el nombre de Jessika Carr. Tras firmar con la compañía en 2017, Heiser se convirtió en la primera mujer árbitro de la WWE desde los años 80. También es conocida por sus nombres de anillo Jessie Kaye y Kennadi Brink en el circuito independiente. Trabajó regularmente para Maryland Championship Wrestling.

## Primeros años
Cuando era adolescente, Heiser tenía sobrepeso; atribuye a su amor por la lucha libre y a su deseo de convertirse en luchadora "su escape" y su inspiración para cambiar. Con la ayuda de un luchador profesional local, que fue contratado para un contrato de desarrollo con la WWE, fue capaz de perder más de 60 libras de peso (en torno a 27 kg) y convertirse en atleta.
En julio de 2010, comenzó a entrenar regularmente en la Academia de Lucha Profesional de Duane Gill en Severn (Maryland). El 21 de octubre de 2021, Heiser arbitró en Crown Jewel, convirtiéndose en la primera mujer en arbitrar en Arabia Saudí, así como en la primera mujer en arbitrar un combate Hell in a Cell.

## Vida personal
Heiser acredita a The Rock, The Undertaker, Trish Stratus y Mickie James como sus influencias en la lucha libre profesional.

## Campeonatos y logros
- Dynamite Championship Wrestling
  - DCW Women's Championship (1 vez)[7]
- East Coast Wrestling Association
  - ECWA Women's Championship (1 vez)
- Pro Wrestling Illustrated
  - Posicionada en el nº 47 del top 50 de luchadoras femeninas en el PWI Female 50 en 2014[8]
- Vicious Outcast Wrestling
  - VOW Vixens Championship (1 vez)[9]